# مسجد الإمام الحسن العسكري
مسجد الإمام الحسن العسكري (بالفارسية: مسجد امام حسن عسگری) متعلق إلى الدولة العباسية ويقع في مدينة قم. وفقًا لبعض التقاليد، تم بناء المبنى بناءً على أوامر حسن العسكري.

## معرض الصور

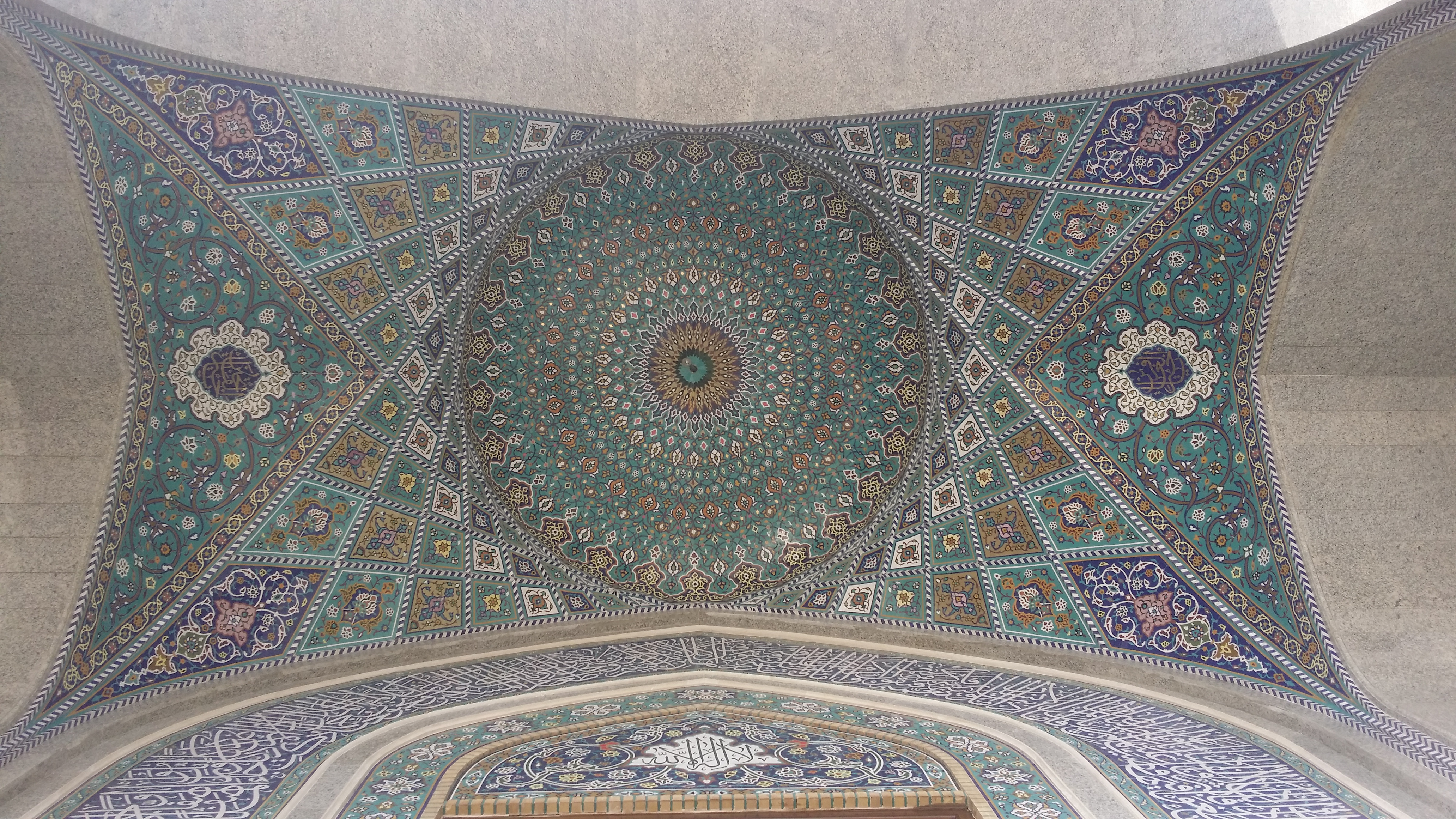
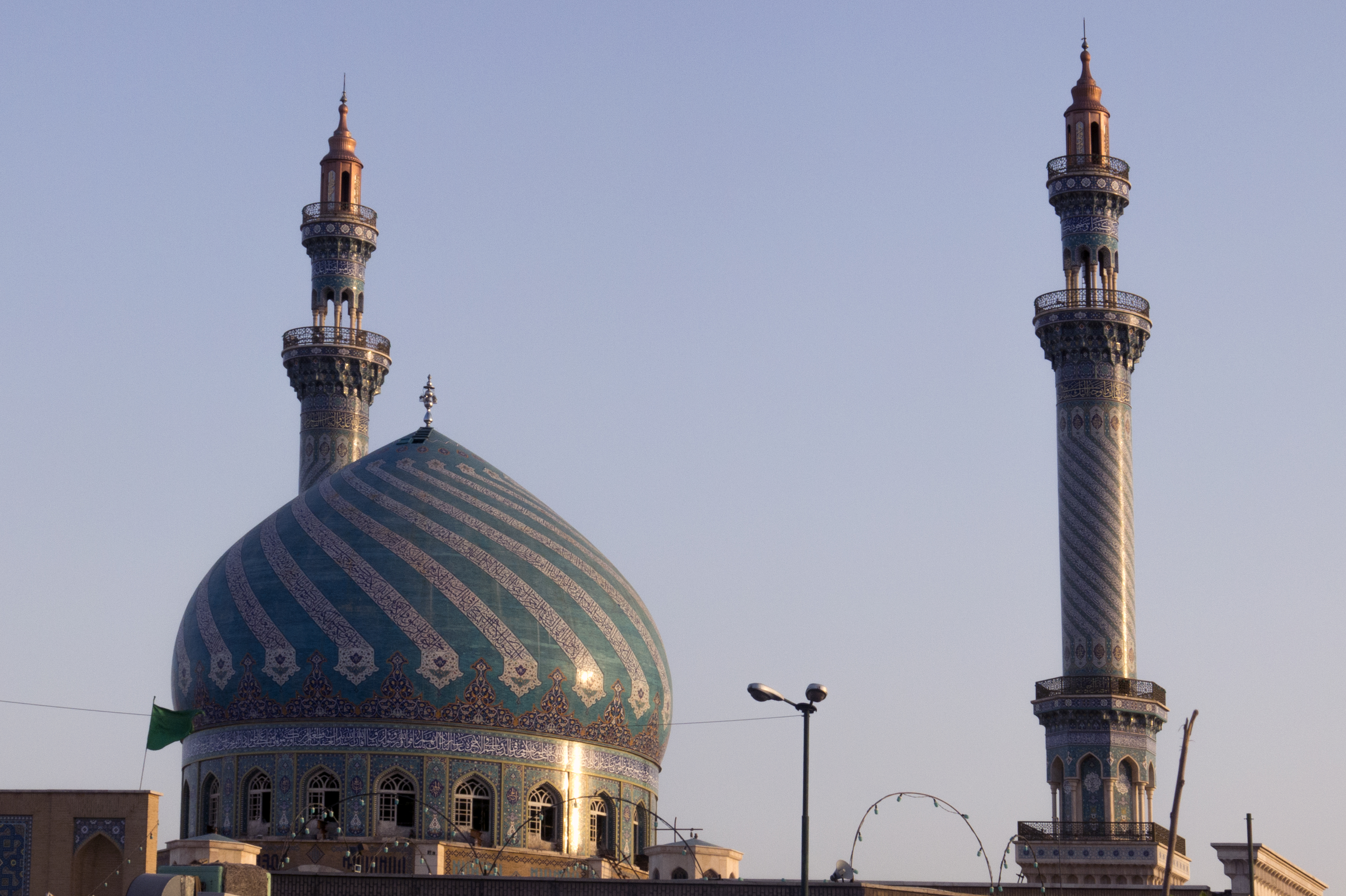
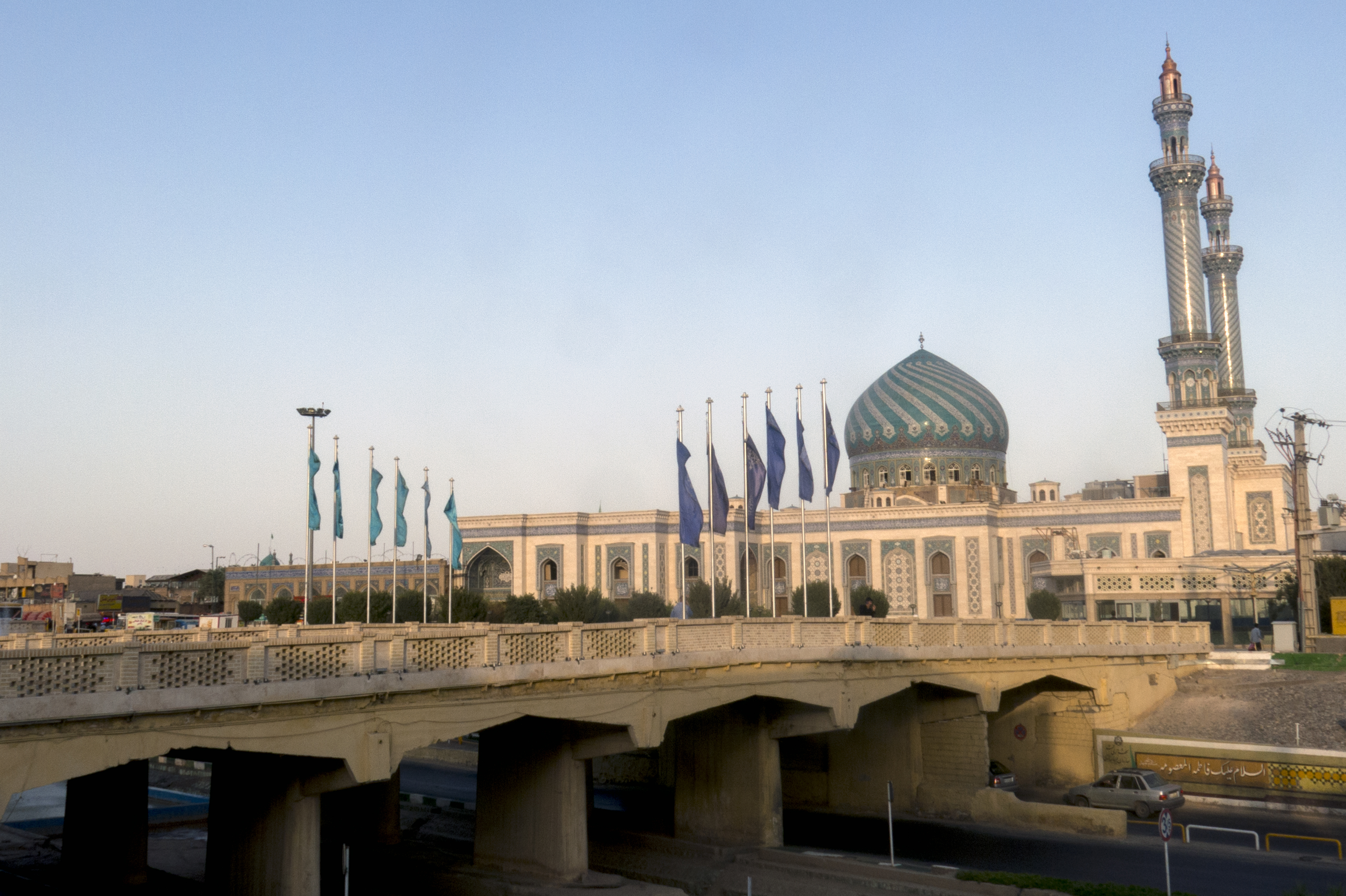
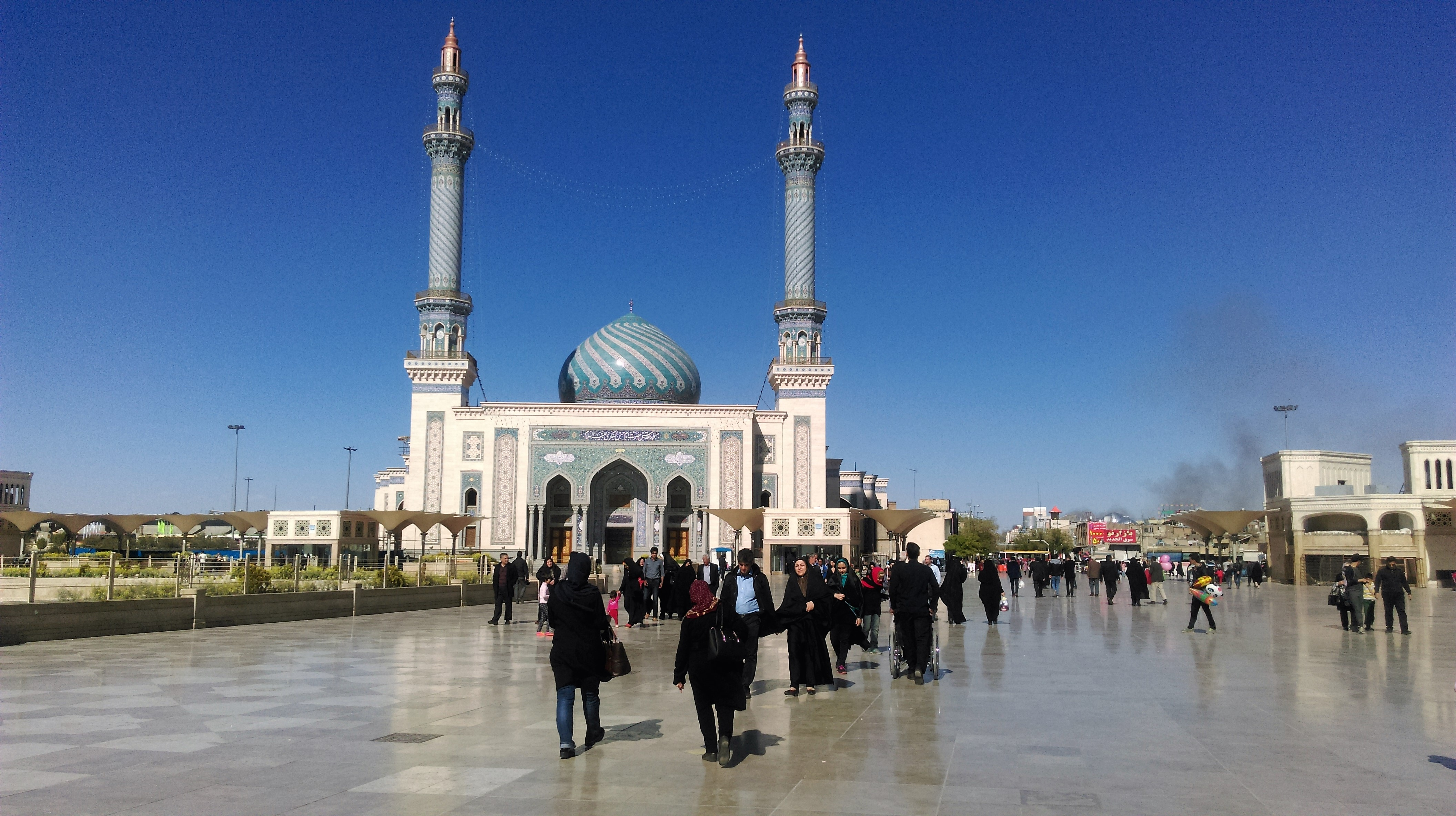
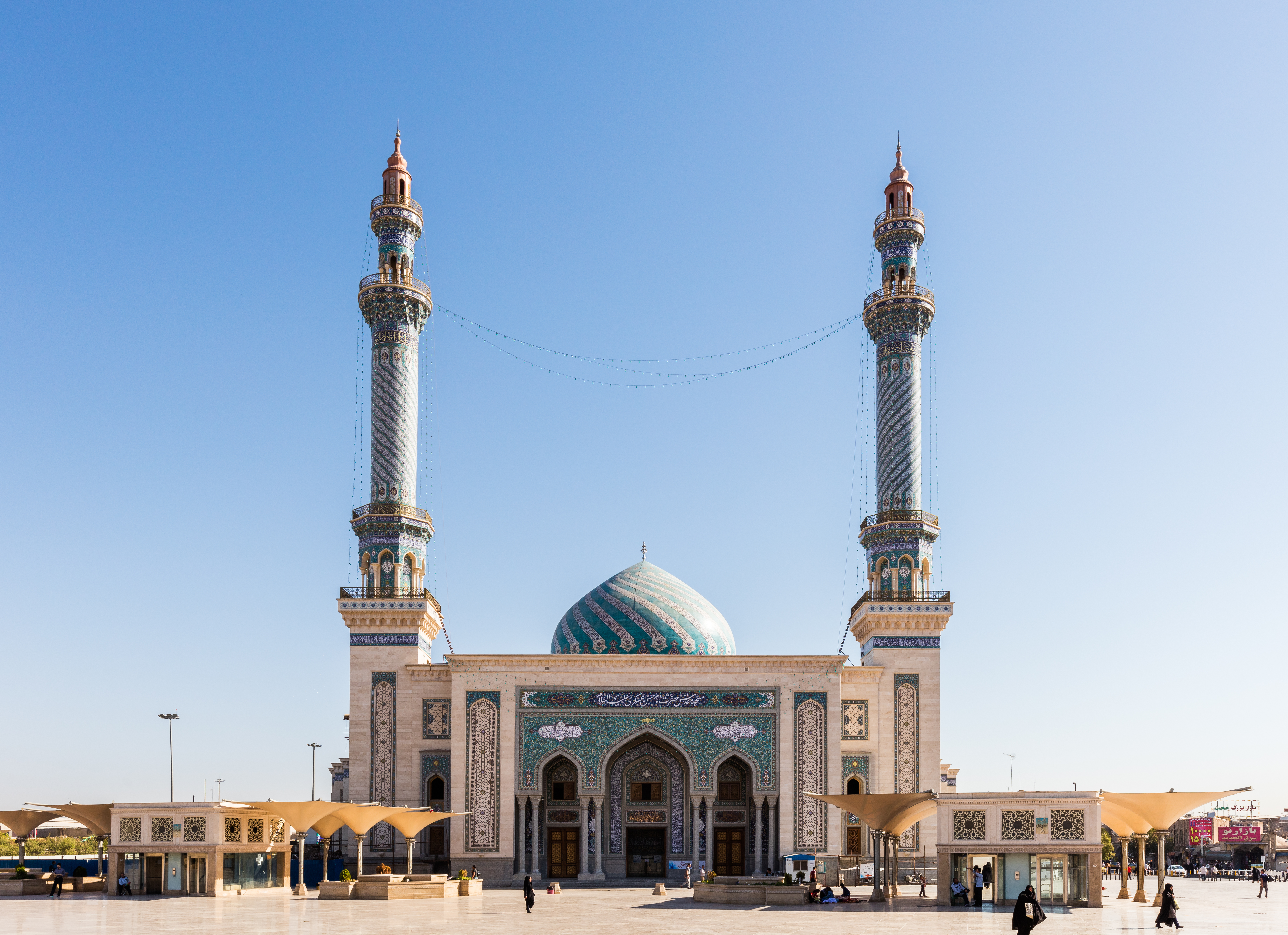
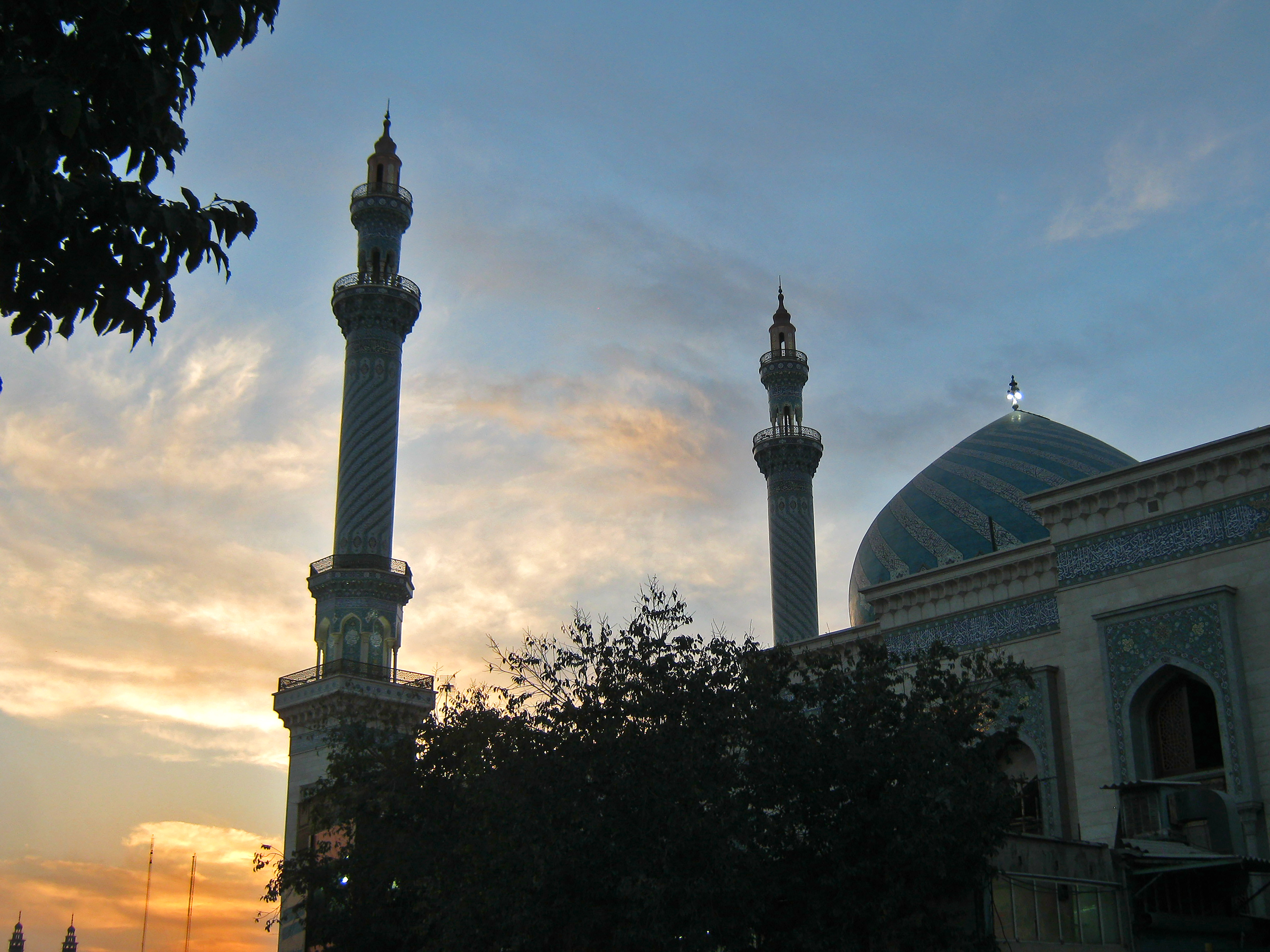
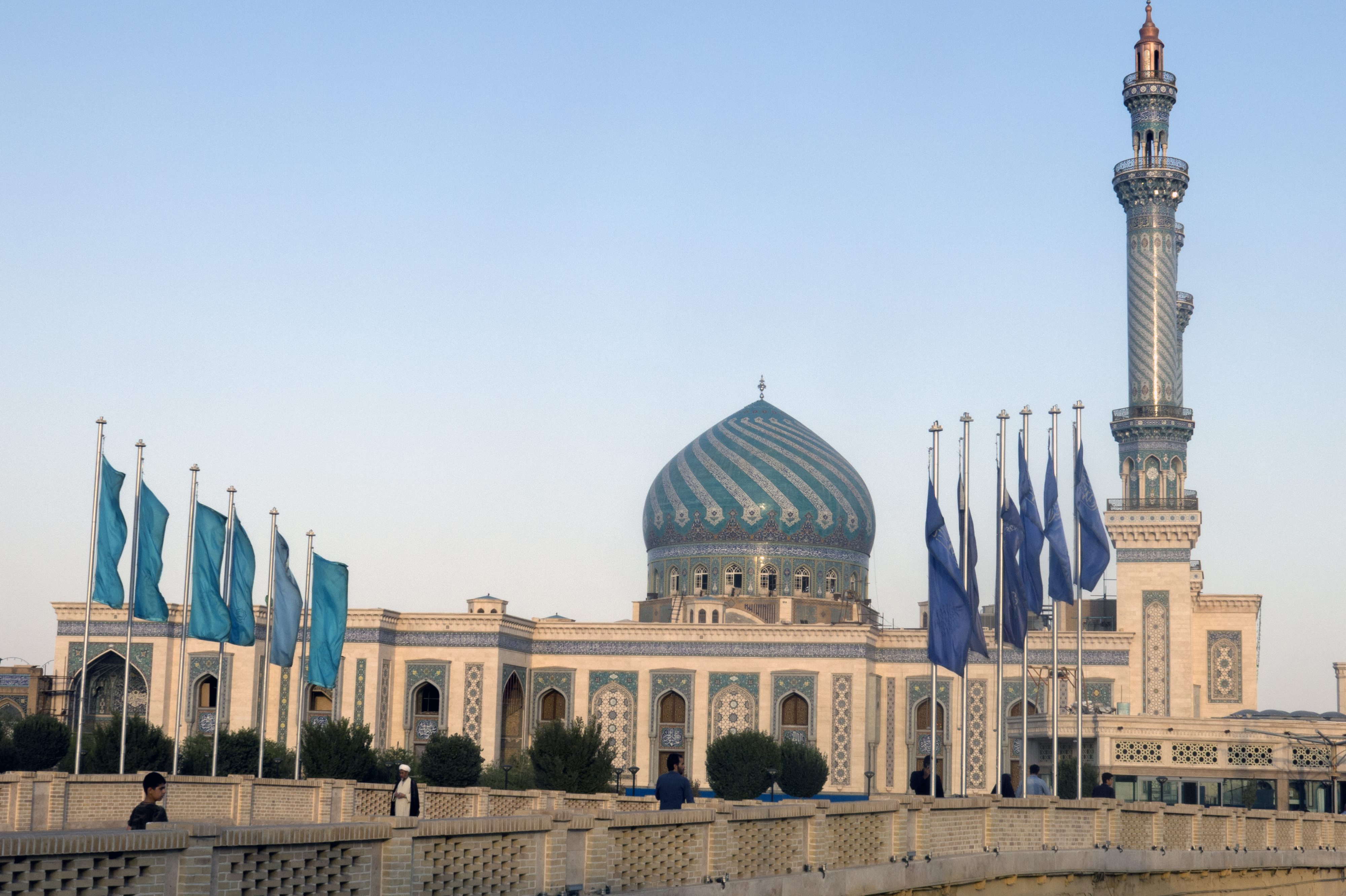
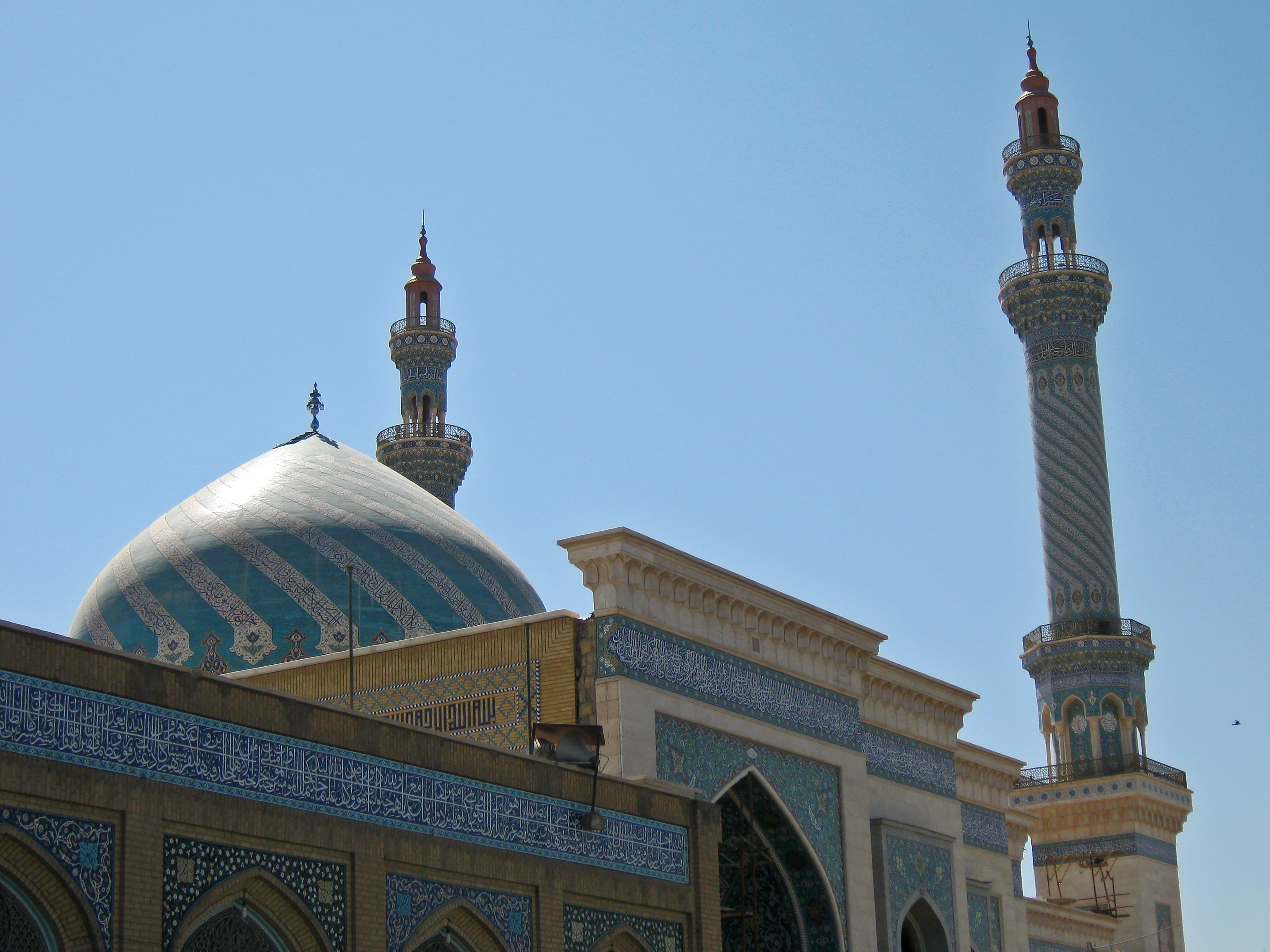